# Gustav Klemm
Gustav Friedrich Klemm, född 12 november 1802 i Chemnitz, död 25 eller 26 augusti 1867 i Dresden, i Sachsen, var en tysk antropolog (kulturhistoriker) och överbibliotekarie i Dresden. En del källor kallar honom Friedrich Gustav Klemm. Han var en nästan 17 år äldre bror till bokförläggaren Heinrich Klemm.
Han blev 1832 bibliotekarie vid Sachsens kungliga bibliotek i Dresden och 1854 överbibliotekarie. Samtidigt utsågs han till hovråd. En ögonsjukdom tvingade honom att lämna befattningen 1864 och han dog tre år senare. Hans samling av etnografiska och kulturhistoriska föremål utgjorde grunden för det 1870 bildade etnografiska museet "Museum für Völkerkunde zu Leipzig".
Klemm utgav på 1840-talet en allmän kulturhistoria i 10 band, som var högt respekterad i hans samtid. Han lanserade en teori om att den europeiska kulturen var att betrakta som "aktiv", medan nästan alla andra var "passiva", något som senare har avskrivits som ogrundat och chauvinistiskt.
Hans böcker finns inte översatta till svenska.

## Skrifter
- Attila nach der Geschichte, Sage und Legende (1827)
- Geschichte von Bayern (3 delar, 1828)
- Handbuch der germanischen Alterthumskunde (1835)
- Zur Geschichte der Sammlungen für Wissenschaft und Kunst in Deutschland (1837)
- Italica (1839), reseskildring.
- Allgemeine Culturgeschichte der Menschheit (10 delar, 1843-52)
- Freundschaftliche Briefe (1847; 2:a upplagan 1850), ett slags supplement till föregående
- Allgemeine Culturwissenschaft (2 delar, 1854-1855). Del 1. Werkzeuge und Waffen; del 2. Das Feuer; Die Nahrung; Getränke; Narkotica
- Die Frauen (6 delar, 1854-1858)
- Vor 50 Jahren : Culturgeschichtliche Briefe (1865)